# Mongol jezik
Mongol jezik (ISO 639-3: mgt), jedan od tri papuanska jezika porodice mongol-langam, kojim govori 340 ljudi (2003 SIL) u provinciji East Sepik na Papui Novoj Gvineji.
Srodni su mu jezici langam [lnm] i yaul [yla].

## Vanjske poveznice
- Ethnologue (14th)
- Ethnologue (15th)